# Aspeler Bach
Der Aspeler Bach (auch Aspelbach, im 18. Jh. Espel Bache) ist ein knapp neun Kilometer langer, orografisch rechter Zufluss der Mosel im rheinland-pfälzischen Landkreis Mayen-Koblenz.

## Geographie

### Verlauf
Der Bach entspringt im Hunsrück im Norden der zur Ortsgemeinde Nörtershausen gehörenden Ortschaft Pfaffenheck auf 398 m ü. NN.
Von hier aus fließt er zuerst vornehmlich in nordwestliche Richtung. Dabei nimmt er 9 kurze Gerinne und Wasserläufe auf, die von den umliegenden Höhen des rechten Koblenzer Staatsforsts und der linken kommunalen Forsten abfließen.
Nach rund der Hälfte der Wegstrecke wendet sich der Lauf des Aspeler Bachs nach Norden. Rund 1,7 km vor der Mündung mündet rechts der Schwalberbach, der einzige größere Zufluss. Hier ändert sich auch die Hauptflussrichtung, der Bach fließt windungsreich in westliche Richtung. Kurz vor der Mündung fließt der Bach an Linkemühle und der Schwalbermühle vorbei. Am nördlichen Ortsrand von Niederfell mündet der Aspeler Bach auf 70 m ü. NN als rechter Nebenfluss in die Mosel.
Der Aspeler Bach bildet die Grenze verschiedener Forstbezirke: Auf der rechten Seite der ca. 350 ha große Staatsforst Koblenz, der bis Anfang des 19. Jahrhunderts Eigentum des fürstlichen Hauses von der Leyen war und in napoleonischer Zeit verstaatlicht wurde. Auf der linken Bachseite haben die Moseltal-Gemeinden Gondorf, Lehmen und Niederfell kommunalen Waldbesitz.
Das Tal ist im mittleren und unteren Verlauf so schmal, dass die Talsohle oft nur Raum für das Bachbett und eine Straße, bzw. einen Wirtschaftsweg bietet. Eine Kreisstraße führt von Niederfell durch das Tal zu den Höfen auf der Höhe. Ab dem sogenannten „Holzplatz“ führt ein Weg der Forstwirtschaft bis in die Gemarkung „Klosterheck“ von Pfaffenheck.
Auf seinem 8,98 km langen Weg überwindet der Bach einen Höhenunterschied von 328 m, was einem mittleren Sohlgefälle von 33,7 ‰ entspricht. Dabei entwässert er ein Gebiet von 15,989 km².
Der Bau der linksrheinischen Autobahn A61 und die großflächige Anlage einer Tank- und Rastanlage in den 1970er Jahren im Quellgebiet des Aspelbaches und seiner rechtsseitigen Zuflüsse, haben vermutlichen Einfluss auf Wasserqualität und Fließeigenschaften des Baches genommen. Starke Regenfälle im Juli 1982 hatten ein Hochwasser des Baches zur Folge, der große Schäden an Straße, Gebäuden und Grundstücken von mehr als einer Million Deutsche Mark verursachte.

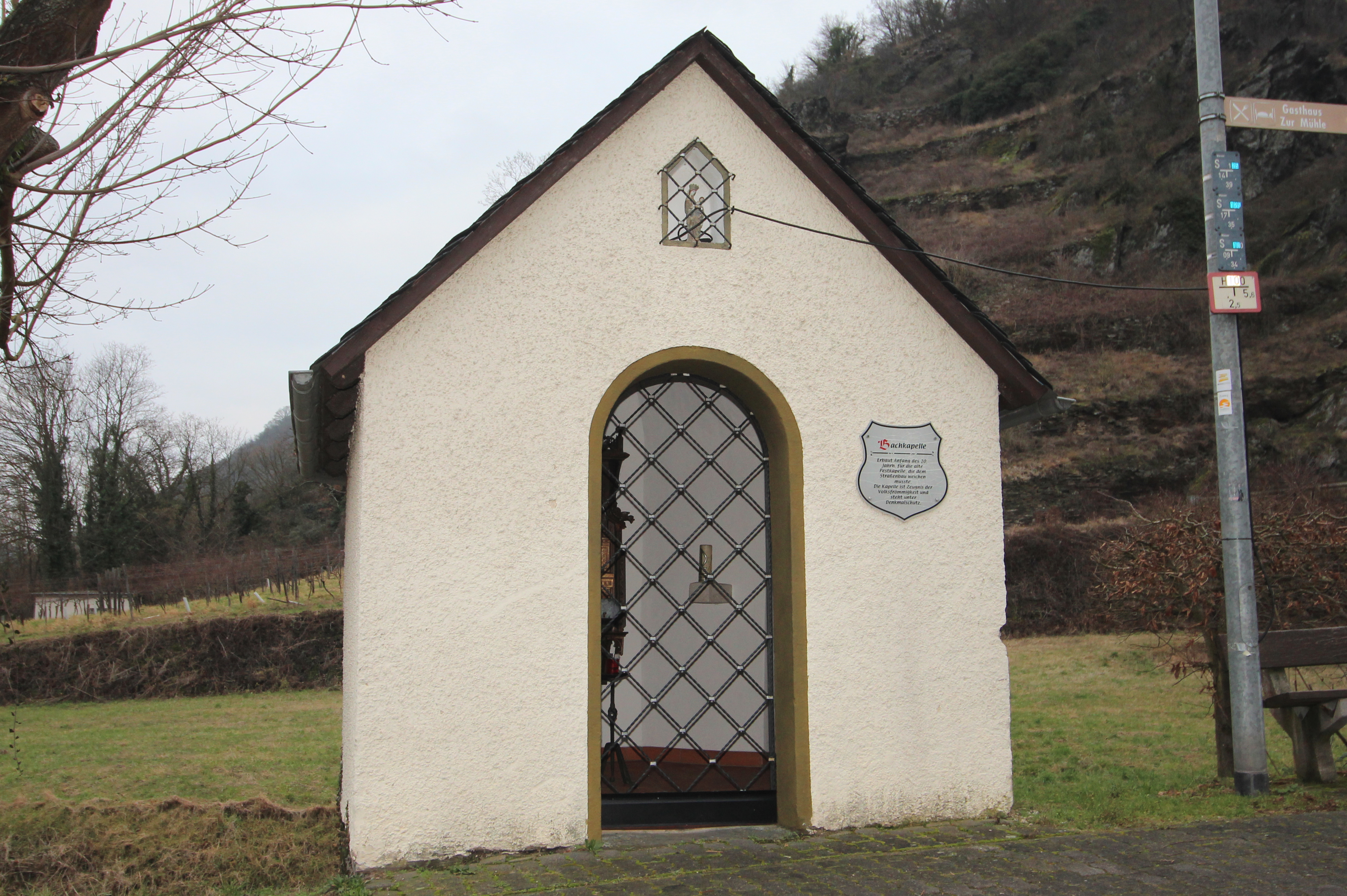
Die Bachkapelle, Kulturdenkmal in Niederfell
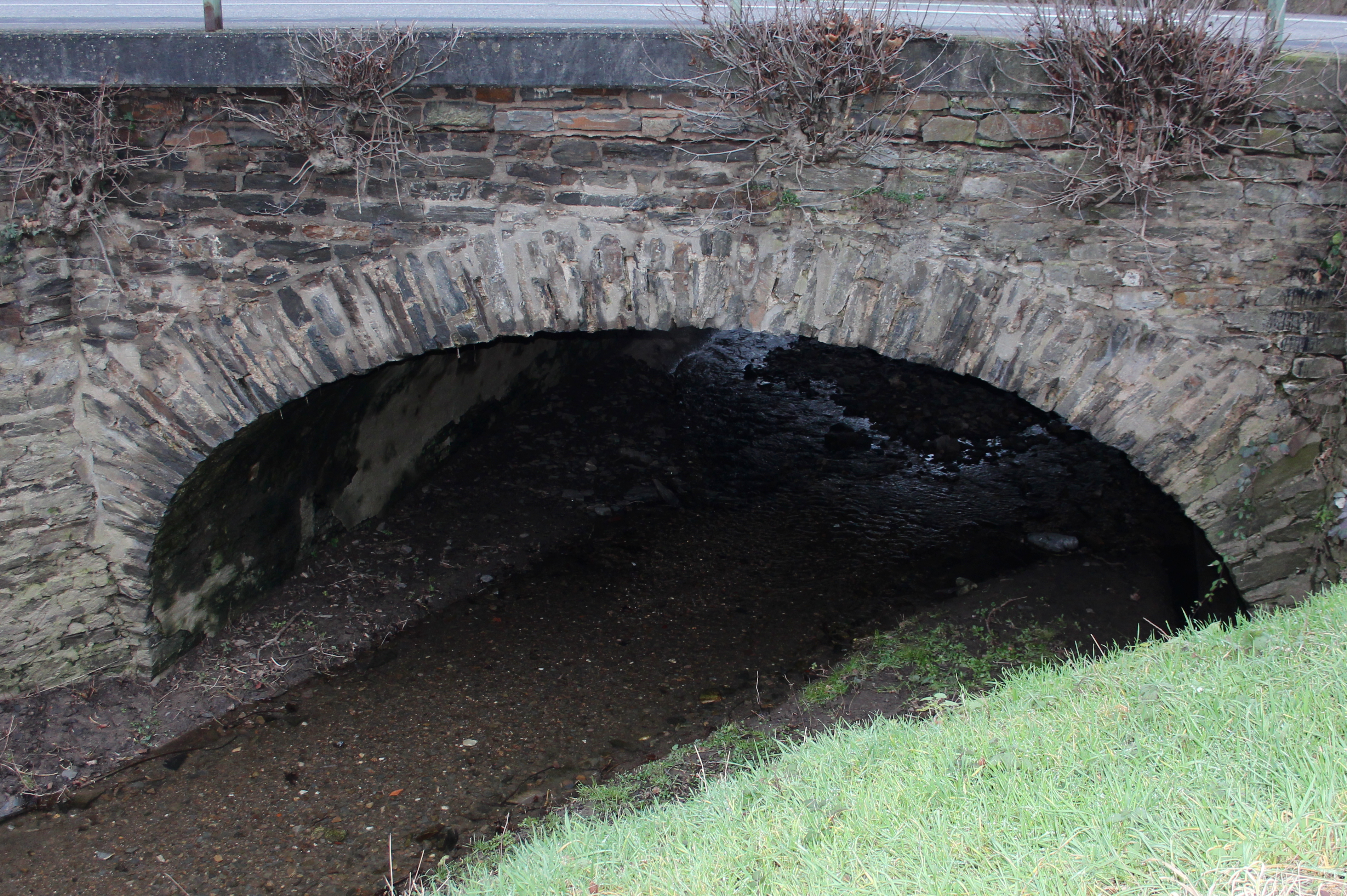
Die Brücke der B49 kurz vor der Mündung
Verkehrsweg im Aspelbachtal
Brücke über den Aspelbach zum Schwalberbachtal
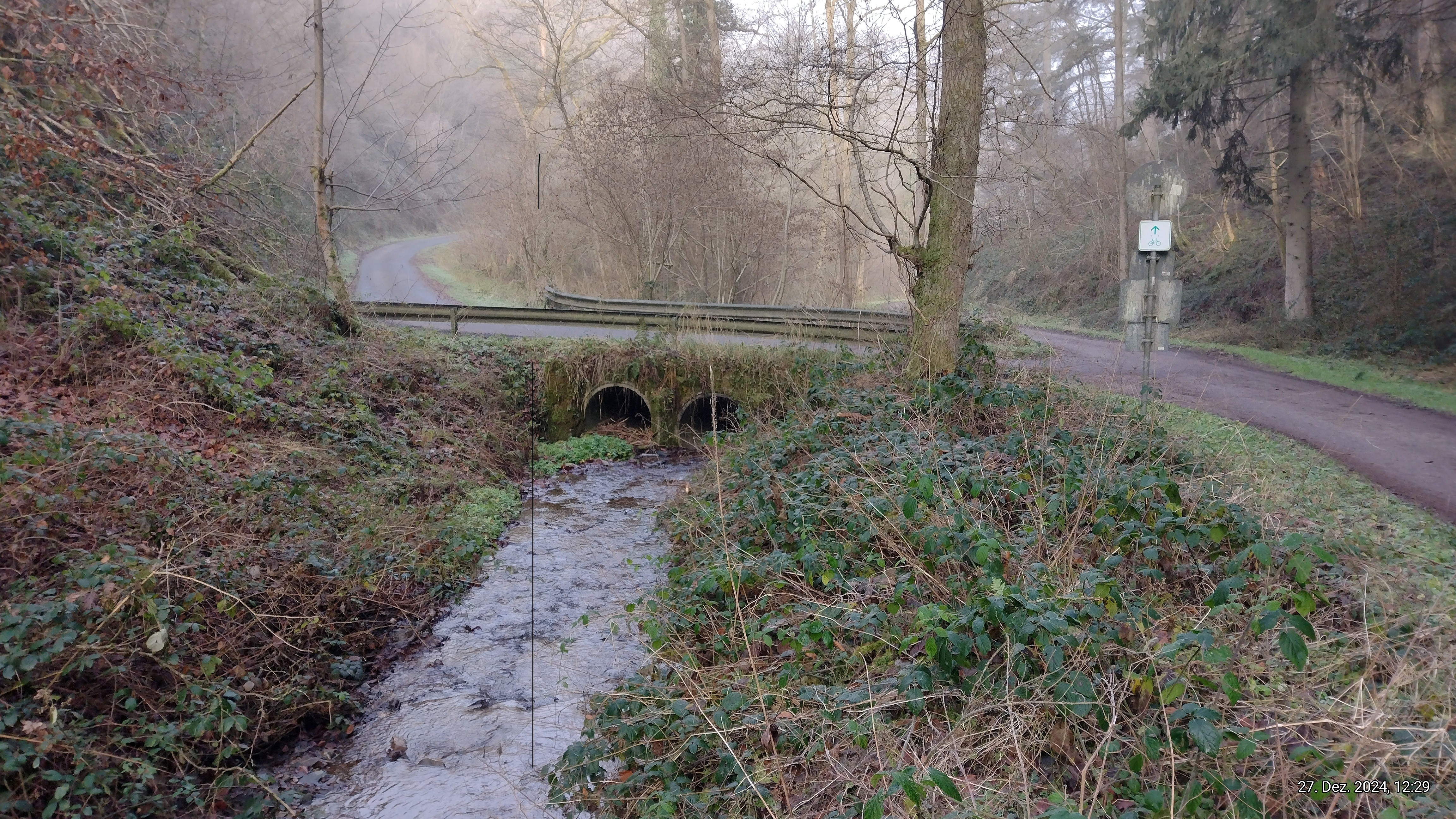
Übergang zur Straße über den Feller Hof nach Niederfell
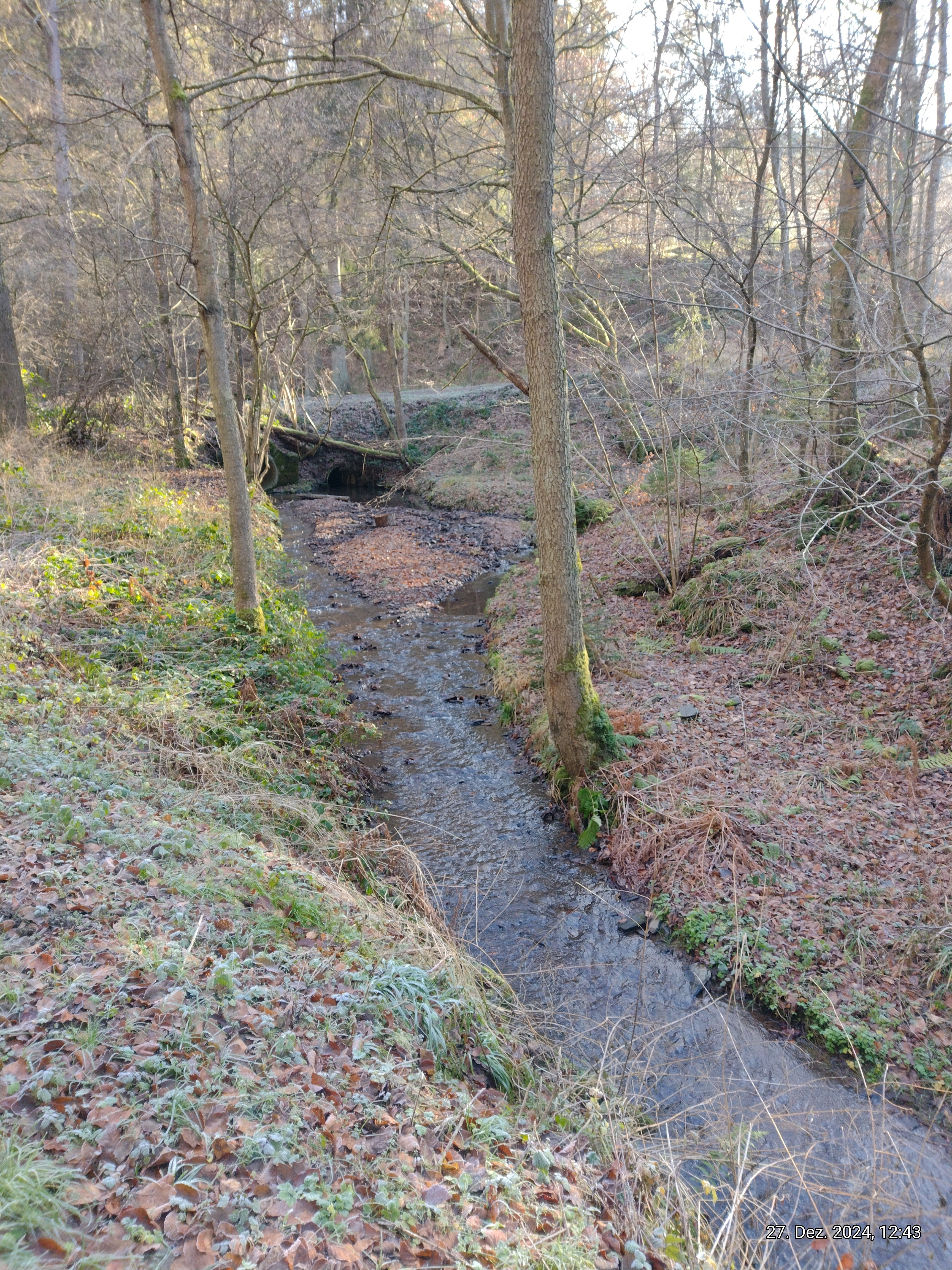
Übergang zum Weg in den Niederfeller Gemeindewald. Anfang der 1950er Jahre errichtet. Bruchsteinmauerwerk mit drei Durchlässen.
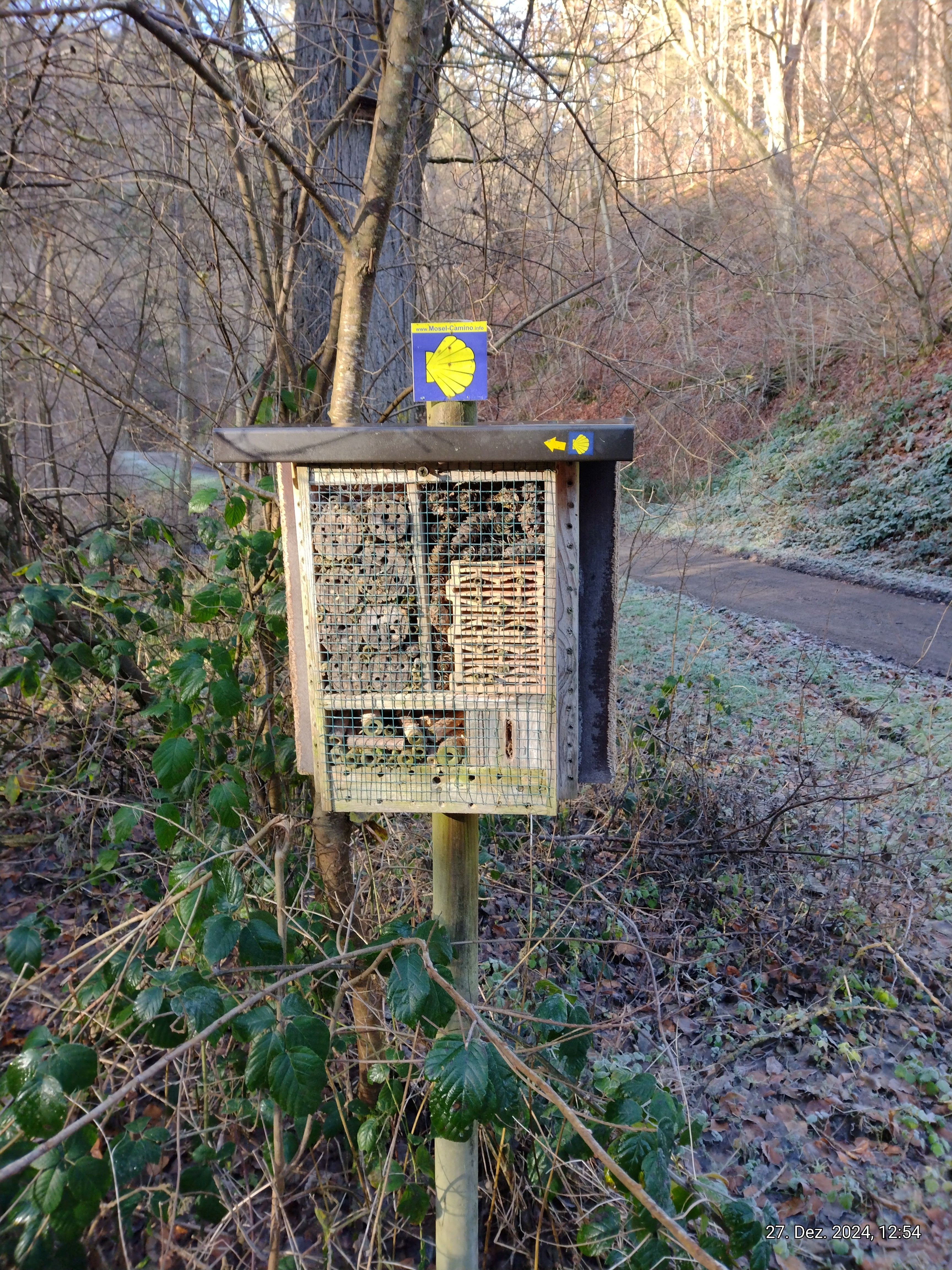
Insektenhotel mit Hinweis auf Mosel-Camino, eine Strecke im deutschen Jakobsweg von Koblenz-Stolzenfels nach Trier-St. Matthias

### Zuflüsse
- Faulenborn (rechts), 1,1 km, 1,61 km²
- Eulenbach (rechts), 1,4 km, 1,02 km²
- Bach aus dem Niederfeller Wald (links), 0,6 km, 0,37 km²
- Schwalberbach (rechts), 3,3 km, 5,16 km²